# Clasificación por equipos en el Tour de Francia
La clasificación por equipos en el Tour de Francia es una de las clasificaciones secundarias del Tour de Francia y fue instaurada en la edición de 1930. La manera de calcularse ha ido variante a lo largo de los años. No hay un maillot distintivo por el líder de esta clasificación, sino que se otorgan unos dorsales sobre fondo amarillo a los ciclistas que pertenecen al equipo líder de la clasificación.

## Cálculo
Desde 2011 la clasificación por equipos es calculada a partir de la suma de los tiempos de los tres mejores ciclistas del equipo en cada etapa, siendo ignoradas las penalizaciones y las bonificaciones. En la contrarreloj por equipos el equipo toma el tiempo del quinto ciclista del equipo que cruza la línea de meta o del último ciclista si hay menos de cuarto ciclistas al equipo. Si un equipo queda con menos de tres ciclistas en la carrera deja de participar en esta clasificación.

## Historia
En las primeras ediciones del Tour de Francia los ciclistas  participaban de manera individual. A pesar de tener patrocinadores en común, no se los permitía trabajar en equipo, porque el organizador del Tour, Henri Desgrange, quería que el Tour de Francia fuera una exhibición de fuerza individual. En estas primeras ediciones los ciclistas también podían participar sin patrocinador, recibiendo diferentes nombres:
1909-1914: Aislara
1919: Categoría B
1920-1922: 2en Clase
1923-1936: Touristes-Routiers
1937: Individuales
El 1930 Henri Desgrange renunció a la idea que los ciclistas corrieran de manera individual y optó por admitir la presencia de equipos reales. Contrario todavía a la presencia de equipos comerciales, los ciclistas se agruparon por nacionalidades. Esta fue la manera como se disputaron los Tours entre 1930–1961 y el 1967 y 1968. Entre 1962 y 1966 y a partir de 1969, los equipos comerciales pasaron a formar parte de la carrera.
Con la incorporación de la clasificación por equipos el 1930, se introdujo un premio para el equipo ganador, entonces denominado el Desafío internacional. El 1930 la clasificación se calculó sumando los tiempos de los tres mejores ciclistas a la clasificación general.
El 1961 el cálculo cambió. La clasificación por equipos se transformó en una clasificación por puntos, en qué lo mejor equipo de cada etapa recibía un punto, siendo el equipo vencedor el que más puntos recibía. Este sistema también va emplear en 1962, pero en 1963 se volvió al cálculo por tiempo. Durante la década de 1970 este sistema fue reintroducido, aunque de una manera diferente: después de cada etapa, todos los ciclistas recibían puntos (1 por el ganador, 2 por el segundo...) y estos se sumaban, y el equipo con la puntuación más baja era el ganador de la clasificación por puntos por equipo.
| Año  | Ganador      | País         |
| ---- | ------------ | ------------ |
| 1930 |              | Francia      |
| 1931 |              | Bélgica      |
| 1932 |              | Italia       |
| 1933 |              | Francia      |
| 1934 |              | Francia      |
| 1935 |              | Bélgica      |
| 1936 |              | Bélgica      |
| 1937 |              | Francia      |
| 1938 |              | Bélgica      |
| 1939 |              | Bélgica B    |
| 1947 |              | Italia       |
| 1948 |              | Bélgica A    |
| 1949 |              | Italia A     |
| 1950 |              | Bélgica A    |
| 1951 |              | Francia      |
| 1952 |              | Italia       |
| 1953 |              | Países Bajos |
| 1954 |              | Suiza        |
| 1955 |              | Francia      |
| 1956 |              | Bélgica      |
| 1957 |              | Francia      |
| 1958 |              | Bélgica      |
| 1959 |              | Bélgica      |
| 1960 |              | Francia      |
| 1961 |              | Francia      |
| 1962 | St. Raphaël  | Francia      |
| 1963 | St. Raphaël  | Francia      |
| 1964 | Pelforth     | Francia      |
| 1965 | Kas          | España       |
| 1966 | Kas          | España       |
| 1967 |              | Francia      |
| 1968 |              | España       |
| 1969 | Faema        | Bélgica      |
| 1970 | Salvarani    | Italia       |
| 1971 | Bic          | Francia      |
| 1972 | Gan-Mercier  | Francia      |
| 1973 | Bic          | Francia      |
| 1974 | Kas          | España       |
| 1975 | Gan-Mercier  | Francia      |
| 1976 | Kas          | España       |
| 1977 | Ti-Raleigh   | Países Bajos |
| 1978 | Miko-Mercier | Francia      |
| 1979 | Renault      | Francia      |
| 1980 | Miko-Mercier | Francia      |
| 1981 | Peugeot      | Francia      |

| Año  | Ganador                    | País           |
| ---- | -------------------------- | -------------- |
| 1982 | Coop-Mercier               | Francia        |
| 1983 | Ti-Raleigh                 | Países Bajos   |
| 1984 | Renault                    | Francia        |
| 1985 | La Vie Claire              | Francia        |
| 1986 | La Vie Claire              | Francia        |
| 1987 | Système U                  | Francia        |
| 1988 | PDM                        | Países Bajos   |
| 1989 | PDM                        | Países Bajos   |
| 1990 | Z                          | Francia        |
| 1991 | Banesto                    | España         |
| 1992 | Carrera                    | Italia         |
| 1993 | Carrera                    | Italia         |
| 1994 | Festina                    | Andorra        |
| 1995 | ONCE                       | España         |
| 1996 | Festina                    | Francia        |
| 1997 | Team Telekom               | Alemania       |
| 1998 | Cofidis                    | Francia        |
| 1999 | Banesto                    | España         |
| 2000 | Kelme                      | España         |
| 2001 | Kelme                      | España         |
| 2002 | ONCE                       | España         |
| 2003 | Team CSC                   | Dinamarca      |
| 2004 | T-Mobile                   | Alemania       |
| 2005 | T-Mobile                   | Alemania       |
| 2006 | T-Mobile                   | Alemania       |
| 2007 | Disconery Channel          | Estados Unidos |
| 2008 | CSC Saxo Bank              | Dinamarca      |
| 2009 | Astana                     | Kazajistán     |
| 2010 | Team RadioShack            | Estados Unidos |
| 2011 | Garmin-Cervélo             | Estados Unidos |
| 2012 | RadioShack-Nissan          | Luxemburgo     |
| 2013 | Tinkoff-Saxo               | Dinamarca      |
| 2014 | AG2R La Mondiale           | Francia        |
| 2015 | Movistar Team              | España         |
| 2016 | Movistar Team              | España         |
| 2017 | Team Sky                   | Reino Unido    |
| 2018 | Movistar Team              | España         |
| 2019 | Movistar Team              | España         |
| 2020 | Movistar Team              | España         |
| 2021 | Team Bahrain Victorious    | Baréin         |
| 2022 | INEOS Grenadiers           | Reino Unido    |
| 2023 | Jumbo-Visma                | Países Bajos   |
| 2024 | UAE Team Emirates          | EAU            |
| 2025 | Team Visma \| Lease a Bike | Países Bajos   |

## Clasificación por puntos
Entre 1973 y 1988 se hizo también una clasificación por puntos por equipo.
| Año  | Equipo            |
| ---- | ----------------- |
| 1973 | Gan–Mercier       |
| 1974 | Gan–Mercier       |
| 1976 | Gan–Mercier       |
| 1977 | Peugeot           |
| 1978 | TI-Raleigh        |
| 1979 | Renault           |
| 1980 | TI-Raleigh        |
| 1981 | Peugeot           |
| 1982 | TI-Raleigh        |
| 1983 | TI-Raleigh        |
| 1984 | Panasonic-Raleigh |
| 1985 | La Vie Claire     |
| 1986 | Panasonic         |
| 1987 | Système U         |
| 1988 | PDM               |